# Selina Kriechbaum

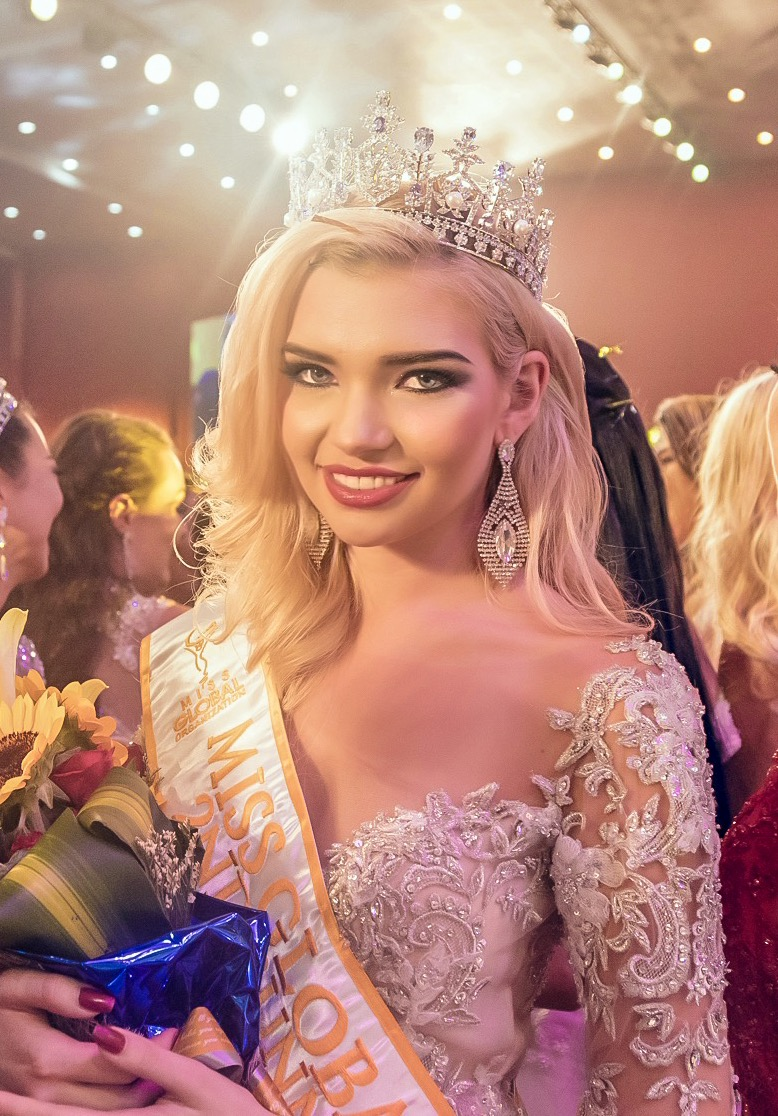
Selina Kriechbaum bei der Miss Global 2017 Wahl am 17. November 2017 in Phnom Penh, Kambodscha.

Selina Kriechbaum (* 6. Oktober 1995 in Frankfurt am Main) ist ein deutsches Model und ehemalige Schönheitskönigin.

## Leben
Kriechbaum wuchs in Karben auf, bevor sie 1998 mit ihren beiden Eltern nach Nidderau zog. Sie hat eine Schwester (* 1998) und einen Bruder (* 1999). 2013 schloss sie mit den Leistungskursen Kunst und Englisch ihr Abitur an der Hohen Landesschule in Hanau ab. 2016 absolvierte sie erfolgreich ihre Ausbildung zur Bankkauffrau bei einer Privatkundenbank.

## Modelkarriere
2012 wurde sie von einer Mainzer Modelagentur das erste Mal unter Vertrag genommen. Noch während sie das Gymnasium besuchte, baute sie ihre Karriere auf. Anschließend arbeitet sie hauptberuflich als Model, unter anderem für namhafte Kunden wie L’Oréal, Kao Germany oder im Rahmen des German Hairdressing Award für Schwarzkopf. 2014 wechselte sie zur Agentur Amaze Models.
2015 nahm sie an der zehnten Staffel der Castingshow Germany’s Next Topmodel teil. Sie war eine der Überraschungskandidatinnen und erhielt eine Wildcard von Heidi Klum, mit der sie eine Runde der Castingshow übersprang und automatisch in die Top50 aufstieg.
Heute arbeitet Selina Kriechbaum hauptsächlich als Fotomodel, z. B. für die Lumas (Galerie) mit der Starfotografin Gabriele Oestreich. Außerdem ist sie als Laufstegmodel tätig. Ihre Referenzen sind die Düsseldorfer Fashion Week sowie die Paris Fashion Week. Zudem ist sie internationales Werbegesicht für verschiedene Produkte und bei der Agentur Oxygen Models in London unter Vertrag.

## Nationale und Internationale Schönheitswettbewerbe
Nach dem Ausscheiden aus der Castingshow wurde Kriechbaum zur Miss MGO Hessen 2015 und zur Vize Top Model Germany 2015 gekürt. Bei dem nationalen Wettbewerb zur Miss Deutschland belegte sie 2015 den 3. Platz. Im darauffolgenden Jahr trat sie für Baltic Sea bei der Wahl zum Top Model of the World (WBO) in Hurghada an, bei welcher sie sich 2015 qualifizierte. Hier belegte sie von 50 Kandidatinnen den 15. Platz im Weltfinale und erlangte den Titel Queen of Europe.
Im Januar darauf trat Kriechbaum als deutsche Repräsentantin bei der Wahl zur Reinado Internacional del Café 2016 in Kolumbien an. Im Sommer gewann Kriechbaum den Titel Miss World Germany 2016 und qualifizierte sich zur deutschen Repräsentatin der Miss-World-Wahl 2016 in Washington, D.C. Im November 2017 belegte sie bei einer internationalen Wahl, als erste Deutsche seit der Jahrhundertwende, einen Siegerplatz und wurde bei der Wahl zur Miss Global 2017 in Kambodscha Drittplatzierte. Sie ist damit im Royal Court der Miss Global Organization.

### Titel
- Miss Hessen 2015 (MGO)[15]
- Miss Baltic Sea 2015 (MGO)
- Vize Top Model Germany 2015 (MGO) (WBO)[16]
- Queen of Europe 2015 (WBO)[17]
- 3. Platz Miss Deutschland 2015 (MGO)
- Reinado Internacional del Café - Señorita Alemaña 2016[18]
- Vize Miss Model Germany 2016 (MGO)[19]
- Miss World Germany 2016 (MW) (MGO)[20]
- Miss Global Germany 2017[21]
- 3. Platz Miss Global 2017[22]